# آریان ۶
آریان ۶ یک سیستم پرتاب یک‌بارمصرف اروپایی است که توسط آریان‌اسپیس اداره می‌شود و توسط آریان‌گروپ به نمایندگی از آژانس فضایی اروپا (ESA) توسعه و تولید شده است. این موشک جایگزین آریان ۵ شده و بخشی از خانواده موشک‌های آریان است.
این موشک دو مرحله‌ای از موتورهای هیدروژن مایع و اکسیژن مایع استفاده می‌کند. مرحله اول دارای یک موتور وولکین ارتقا یافته از آریان ۵ است، در حالی که مرحله دوم از موتور وینسی استفاده می‌کند که به‌طور خاص برای این موشک طراحی شده است. مدل آریان ۶۲ از دو بوستر موشک جامد P120 و آریان ۶۴ از چهار بوستر استفاده می‌کند. بوستر P120 با دیگر موشک پرتاب اروپا، وگا C، مشترک است و نسخهٔ بهبود یافتهٔ مرحله موشک P80 است که در وگا اصلی استفاده می‌شود.
آریان ۶ که در دسامبر ۲۰۱۴ به جای یک گزینه کاملاً سوخت جامد انتخاب شد، در ابتدا برای پرتاب در سال ۲۰۲۰ هدف‌گذاری شده بود. با این حال، این برنامه با تأخیرهایی مواجه شد و اولین پرتاب در ۹ ژوئیه ۲۰۲۴ انجام شد.
آریان ۶ که برای نصف کردن هزینه‌های پرتاب و افزایش ظرفیت سالانه از هفت به یازده مأموریت در مقایسه با مدل قبلی خود طراحی شده است، به دلیل قیمت پرتاب و عدم قابلیت استفاده مجدد مورد انتقاد قرار گرفته است. مقامات اروپایی از این برنامه دفاع می‌کنند و می‌گویند که دسترسی مستقل و حیاتی به فضا را برای کشورهای عضو خود فراهم می‌کند.
دو مدل از آریان ۶ در حال توسعه هستند:
- آریان ۶۲ (A62): با دو بوستر سوخت جامد P120، وزن آن در هنگام بلند شدن حدود ۵۳۰۰۰۰ کیلوگرم (۱۱۷۰۰۰۰ پوند) خواهد بود و عمدتاً برای ماموریت‌های دولتی و علمی در نظر گرفته شده است. این موشک می‌تواند تا ۴۵۰۰ کیلوگرم (۹۹۰۰ پوند) را در مدار انتقالی زمین‌ایستا (GTO) و ۱۰۳۵۰ کیلوگرم (۲۲۸۲۰ پوند) را در مدار پایینی زمین (LEO) پرتاب کند.
- آریان ۶۴ (A64): با چهار بوستر P120، وزن آن در هنگام بلند شدن حدود ۸۶۰۰۰۰ کیلوگرم (۱۹۰۰۰۰۰ پوند) است و برای پرتاب‌های تجاری دوگانه ماهواره تا ۱۱۵۰۰ کیلوگرم (۲۵۴۰۰ پوند) در GTO و ۲۱۵۰۰ کیلوگرم (۴۷۴۰۰ پوند) در LEO در نظر گرفته شده است. مانند آریان ۵، این موشک قادر خواهد بود دو ماهواره زمین‌ایستا را به‌طور همزمان پرتاب کند.

## مرحله اول
اولین (پایین‌ترین) مرحله آریان ۶، ماژول پیشران مایع پایینی (LLPM) نامیده می‌شود. این موتور توسط یک موتور وولکین ۲٫۱ تغذیه می‌شود که هیدروژن مایع (LH2) را با اکسیژن مایع (LOX) می‌سوزاند. وولکین ۲٫۱ یک نسخه به‌روزشده از موتور Vulcain 2 از Ariane 5 با هزینه‌های تولید پایین‌تر است. LLPM قطر ۵٫۴ متر (۱۸ فوت) دارد و حاوی تقریباً ۱۴۰ تن (۳۱۰۰۰۰ پوند) پیشران است.

## بوسترها
نیروی رانش اضافی برای مرحله اول توسط دو یا چهار بوستر سوخت جامد مدل P120 تأمین می‌شود که در نامگذاری آریان ۶ به عنوان موشک‌های جامد مجهز (ESR) شناخته می‌شوند. هر بوستر حاوی تقریباً ۱۴۲۰۰۰ کیلوگرم (۳۱۳۰۰۰ پوند) پیشران است و تا ۴۶۵۰ کیلو نیوتن (۱۰۵۰۰۰۰ پوند بر فوت) نیروی رانش ایجاد می‌کند. موتور P120 همچنین اولین مرحله از پرتابگر ارتقا یافته وگا C است. با اشتراک‌گذاری موتورها، می‌توان حجم تولید را افزایش داد و هزینه‌های تولید را کاهش داد. اولین آزمایش در مقیاس کامل ESR در ۱۶ ژوئیه ۲۰۱۸ در Kourou انجام شد و آزمایش با موفقیت با رسیدن نیروی رانش به ۴۶۱۵ کیلو نیوتن (۱۰۳۷۰۰۰ پوند بر فوت) در خلاء انجام شد.

## مرحله دوم
مرحله دوم (بالایی) آریان ۶، ماژول پیشران مایع بالایی (ULPM) نامیده می‌شود. قطر آن ۵٫۴ متر (۱۸ فوت) مانند LLPM است و همچنین هیدروژن مایع را با اکسیژن می‌سوزاند. این موتور توسط موتور وینسی تغذیه می‌شود که ۱۸۰ کیلو نیوتن (۴۰۰۰۰ پوند بر فوت) نیروی رانش را ارائه می‌دهد و امکان راه‌اندازی مجدد چندگانه را فراهم می‌کند. ULPM حدود ۳۱ تن (۶۸۰۰۰ پوند) پیشران را حمل خواهد کرد.

## تاریخچه
آریان ۶ در اوایل دهه ۲۰۱۰ به عنوان جایگزینی برای موشک پرتاب آریان ۵ طراحی شد و چندین طرح اولیه و مفهومی در سال‌های ۲۰۱۲ تا ۲۰۱۵ پیشنهاد شد. بودجه توسعه از چندین دولت اروپایی در اوایل سال ۲۰۱۶ تأمین شد و قراردادهایی برای شروع طراحی دقیق و ساخت نمونه‌های آزمایشی امضا شد. در حالی که در سال ۲۰۱۹، اولین پرواز مداری برای سال ۲۰۲۰ برنامه‌ریزی شده بود، تا ماه مه ۲۰۲۰، تاریخ پرتاب اولیه به سال ۲۰۲۱ موکول شد. در اکتبر ۲۰۲۰، ESA رسماً درخواست بودجه اضافی ۲۳۰ میلیون یورویی از کشورهایی که حامی این پروژه بودند، برای تکمیل توسعه موشک و رساندن وسیله نقلیه به اولین پرواز آزمایشی خود کرد که به سه‌ماهه دوم سال ۲۰۲۲ لغزیده بود. در ژوئن ۲۰۲۱، تاریخ به اواخر ۲۰۲۲ به تعویق افتاد. در ژوئن ۲۰۲۲، تأخیری برای «زمانی در سال ۲۰۲۳» اعلام شد و تا اکتبر ۲۰۲۲، ESA روشن کرد که اولین پرتاب زودتر از سه‌ماهه چهارم ۲۰۲۳ نخواهد بود، در حالی که هیچ دلیل عمومی برای این تأخیر ارائه نکرد. در اوت ۲۰۲۳، ESA اعلام کرد که تاریخ اولین پرتاب دوباره به سال ۲۰۲۴ موکول شده است.

## مفهوم و توسعه اولیه: ۲۰۱۰–۲۰۱۵
پس از مطالعات تعریف دقیق در سال ۲۰۱۲، آژانس فضایی اروپا (ESA) انتخاب پیکربندی "PPH" (مرحله اول سه موتور موشک P145، مرحله دوم یک موتور موشک P145 و مرحله بالایی کرایوژنیک H32) را برای آریان ۶ در ژوئیه ۲۰۱۳ اعلام کرد. این موشک قادر به پرتاب تا ۶۵۰۰ کیلوگرم (۱۴۳۰۰ پوند) به مدار انتقالی زمین‌ایستا (GTO) با اولین پرواز پیش‌بینی شده در اوایل سال‌های ۲۰۲۱–۲۰۲۲ بود. تا ماه مه ۲۰۱۳ هزینه توسعه ۴ میلیارد یورو برآورد شده بود. یک مطالعه در سال ۲۰۱۴ به این نتیجه رسید که با محدود کردن پیمانکاران به پنج کشور، می‌توان هزینه‌های توسعه را به حدود ۳ میلیارد یورو کاهش داد.
در حالی که آریان ۵ معمولاً یک ماهواره بزرگ و یک ماهواره متوسط را به‌طور همزمان پرتاب می‌کند، پیشنهاد PPH برای آریان ۶ برای محموله‌های تک منظوره بود، با برآورد قیمت اولیه در اوایل ۲۰۱۴ تقریباً ۹۵ میلیون دلار برای هر پرتاب. فالکون ۹ اسپیس‌اکس و چانگ ژنگ ۳B سازمان ملی فضایی چین هر دو محموله‌های کوچک‌تری را پرتاب می‌کنند، اما با قیمت‌های پایین‌تر، تقریباً ۵۷ میلیون دلار و ۷۲ میلیون دلار به ترتیب در اوایل سال ۲۰۱۴، پرتاب فالکون ۹ یک ماهواره میان اندازه را با هزینهٔ جایگاه پایین‌تر یک محموله دوگانه آریان ۵ رقابتی می‌کند. برای ماهواره‌های سبک تمام‌الکتریکی، آریان‌اسپیس قصد داشت از موتور وینسی با قابلیت راه‌اندازی مجدد استفاده کند تا ماهواره‌ها را به مدار عملیاتی خود نزدیک‌تر از فالکون ۹ برساند، بنابراین زمان مورد نیاز برای انتقال به مدار زمین ثابت را چندین ماه کاهش دهد.